# Saunier Duval

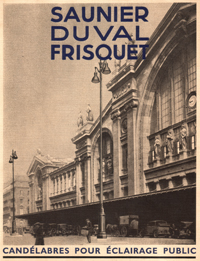
Cártel de Saunier Duval Frisquet 1920.

Saunier Duval es una empresa especializada en la concepción, fabricación y venta de soluciones de calefacción: calentador de agua, calentador de baño, caldera tradicional, caldera de condensación, sistemas solares, bombas de calor, aerotermia y sistemas híbridos.

## Start&Hot Microfast
Este sistema garantiza agua caliente al instante y permite el uso simultáneo de varios grifos, sin pérdida de temperatura, gracias al depósito Microfast que permite estabilidad en la temperatura del agua.

## Opción Net
Con la Opción Net es posible controlar la caldera desde un teléfono inteligente.